# Staworowo
Staworowo [stavɔˈrɔvɔ] est un village polonais de la gmina de Sidra dans le powiat de Sokółka et dans la voïvodie de Podlachie. Il se situe à environ 7 kilomètres au nord-est de Sidra, à 21 kilomètres au nord de Sokółka et à 58 kilomètres au nord-est de Białystok. 